# Stryvihor
Stryvihor (tiếng Ukraina: Стривігор hay Стрв'яж, đã Latinh hoá: Stryvihor hay Strv'yazh; tiếng Ba Lan: Strwiąż), là một sông tại Ba Lan và Ukraina. Đây là một phụ lưu tả ngạn của sông Dniester. Đầu nguồn nằm gần thị trấn Ustrzyki Dolne, đông nam Ba Lan. Sau đó, sông chảy qua biên giới vào Ukraina, qua thị trấn Khyriv và đổ vào sông Dniester phía nam của thị trấn Rudky. Từng có nhiều cối xay nước trên sông Stryvihor.

## Vị trí
Stryvihor bắt nguồn từ độ cao khoảng 500 m ở vùng núi thấp Beskid tại Ba Lan, gần thị trấn Ustrzyki Dolne. Sông chảy về phía đông bắc và (một phần) về phía đông, trong vùng lân cận Sambir thuộc Ukraina sông đi vào bồn địa Thượng Dniester. Trong vùng lân cận của làng Zahiria, Stryvihor nhận nước từ nhánh sông lớn nhất Bolozivka (tả, dài 44 km), rẽ sang phía đông nam và chảy vào Dniester trong vùng lân cận của làng Dolobiv.

## Mô tả
Chiều dài của sông là 94 km (77 km thuộc Ukraina), diện tích lưu vực là 926 km². Chiều rộng của sông chủ yếu là 10–20 m, độ dốc của sông là 4,4 m/km. Thung lũng sông chủ yếu có dạng lòng máng, sâu 30–40 m, vùng bãi bồi rộng 1,5–2 km. Ở hạ lưu, sông được kè bờ.
Stryvihor không phải là một sông mà tàu thuyền có thể đi lại được, nhưng trong những trận lụt mùa xuân sau những mùa đông có tuyết, hoặc mưa lớn vào mùa hè, Stryvihor và các nhánh của nó trông giống như biển. Ở cửa sông đổ vào Dniester, Stryvihor trở nên lớn hơn và mạnh hơn.
Các phụ lưu chính: Lodynka, Struha, Bolozivka (tả); Yasin'ka, Stebnyk, Rudavka, Sushytsya, Yasenytsya, Yaruha, Mlynivka, Dubrivka (hữu).
Các thành phố Ustrzyki Dolne của Ba Lan và Khyriv của Ukraina nằm ven sông Stryvihor.

## Hình ảnh

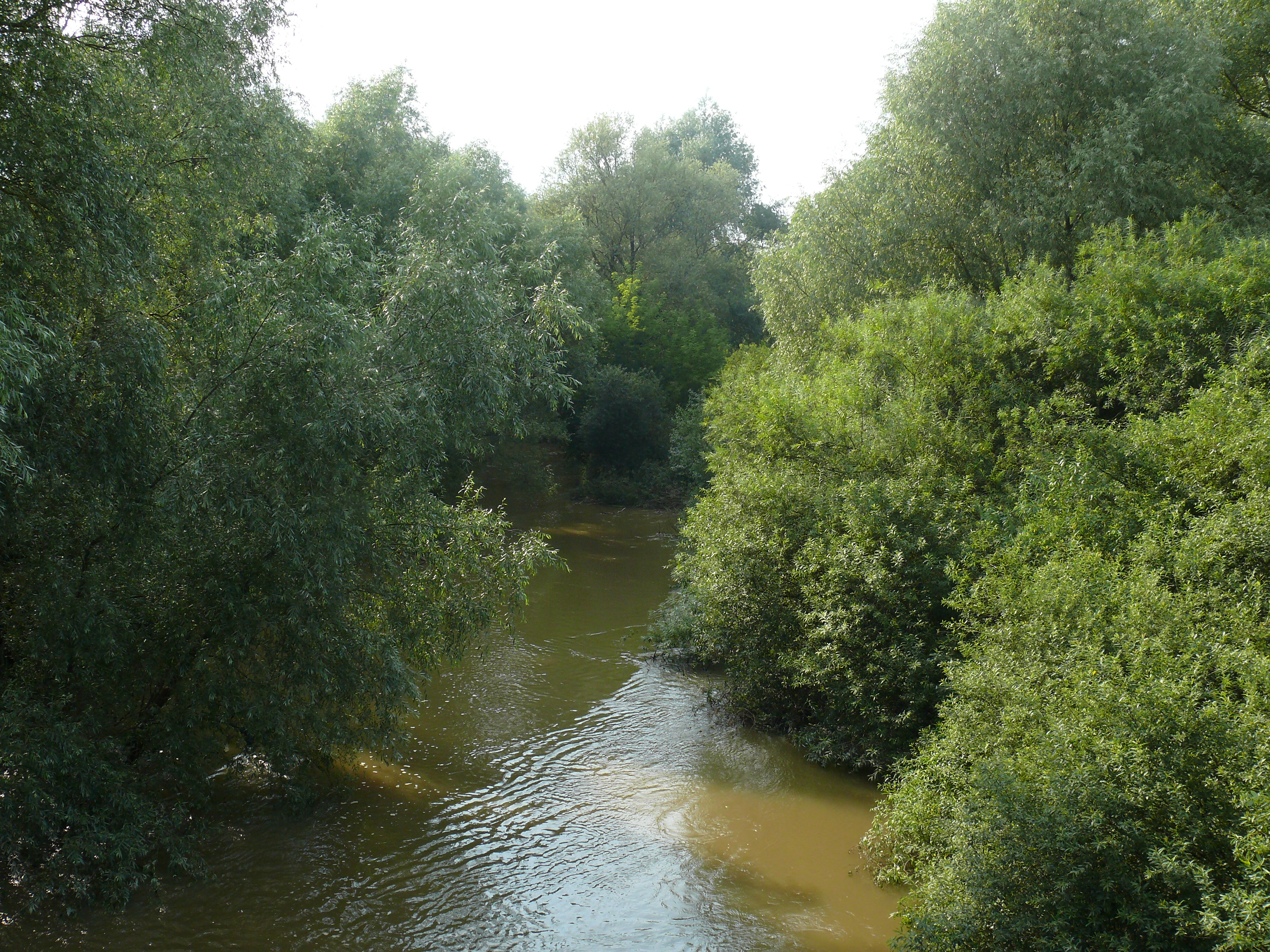
Sông Stryvihor gần làng Luky, Ukraina
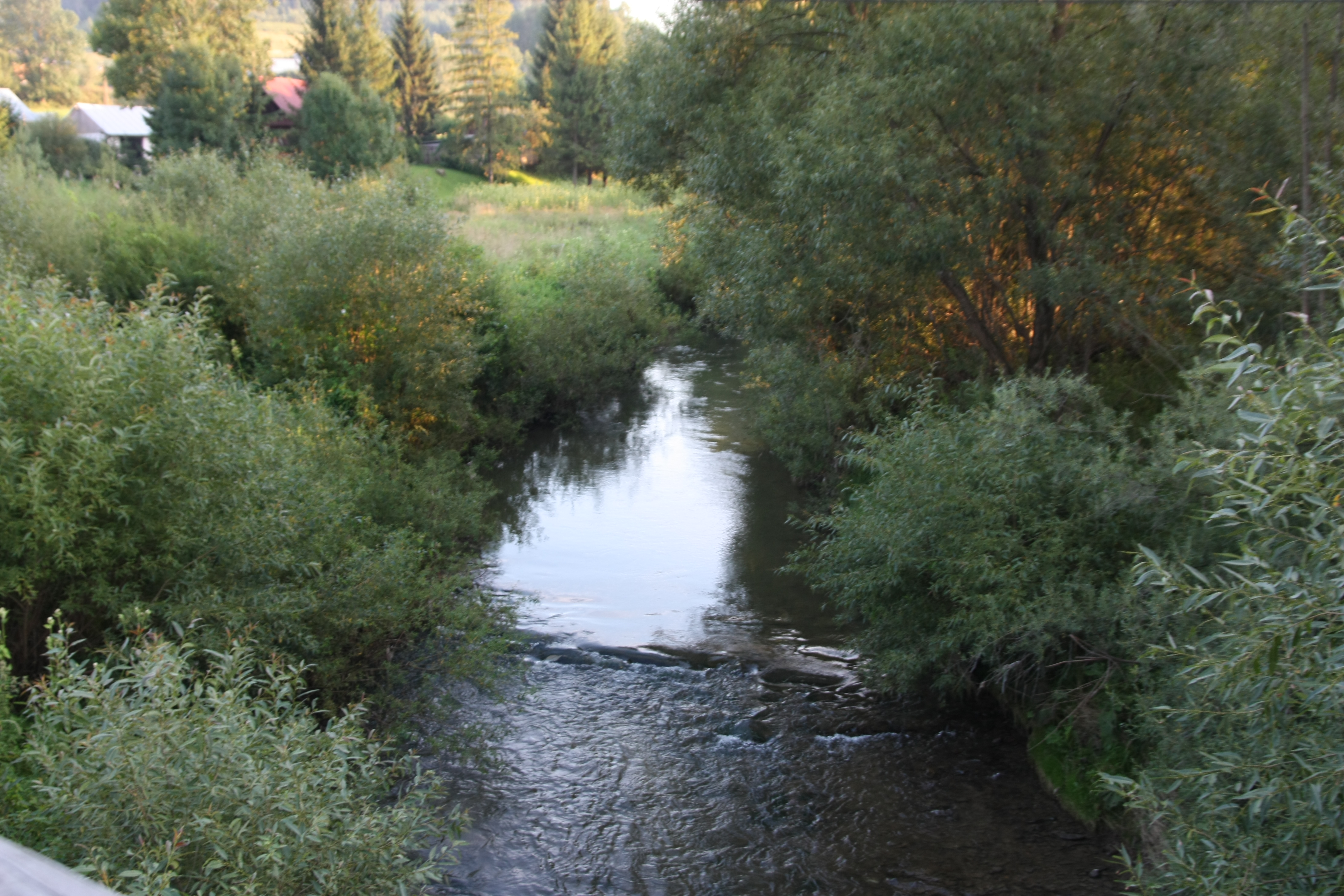
Sông Tryvihor qua làng Brzegi Dolne, Ba Lan
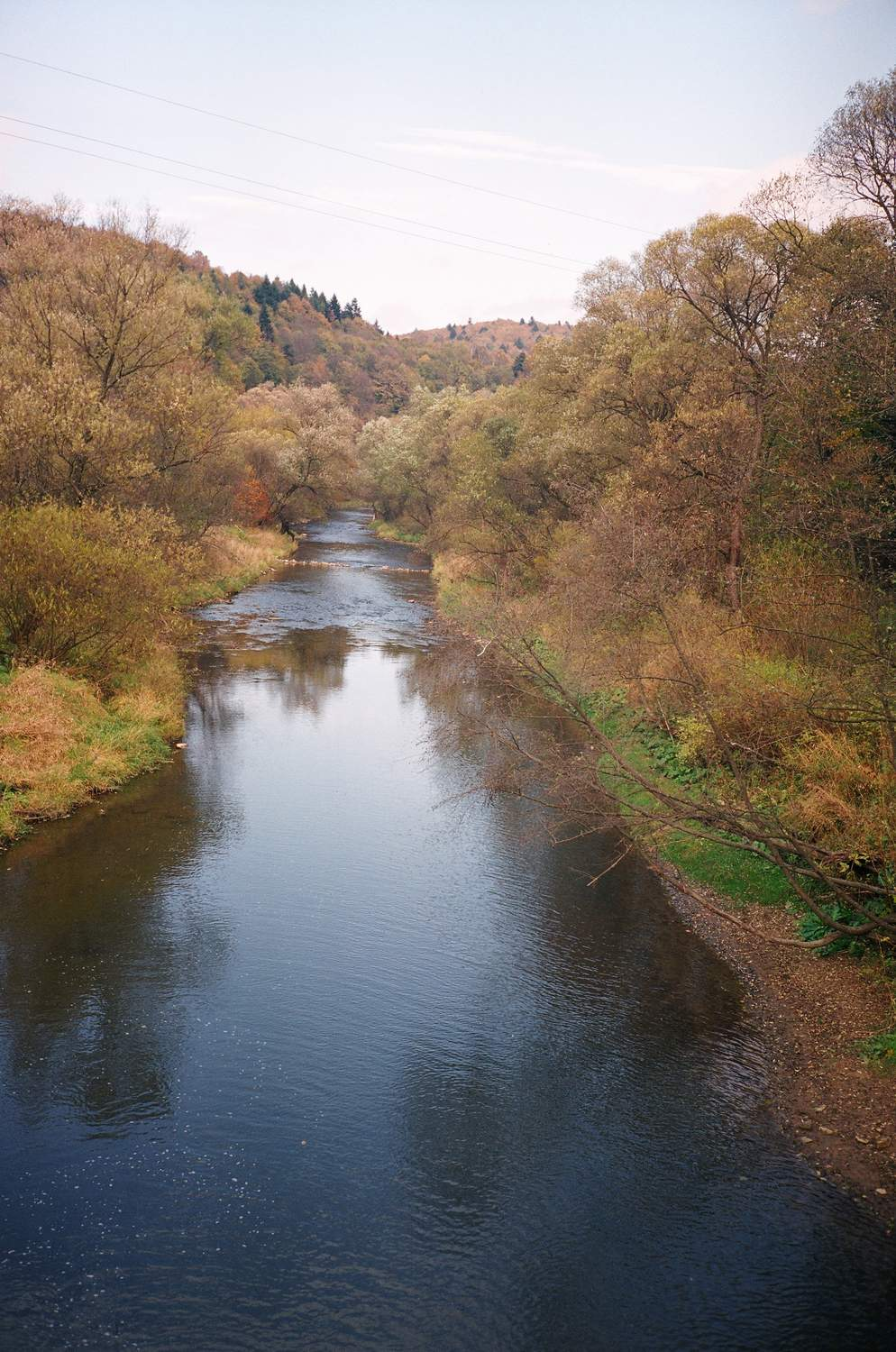
Sông Stryvihor nhìn trên cầu về phía tây, Krościenko, Ba Lan
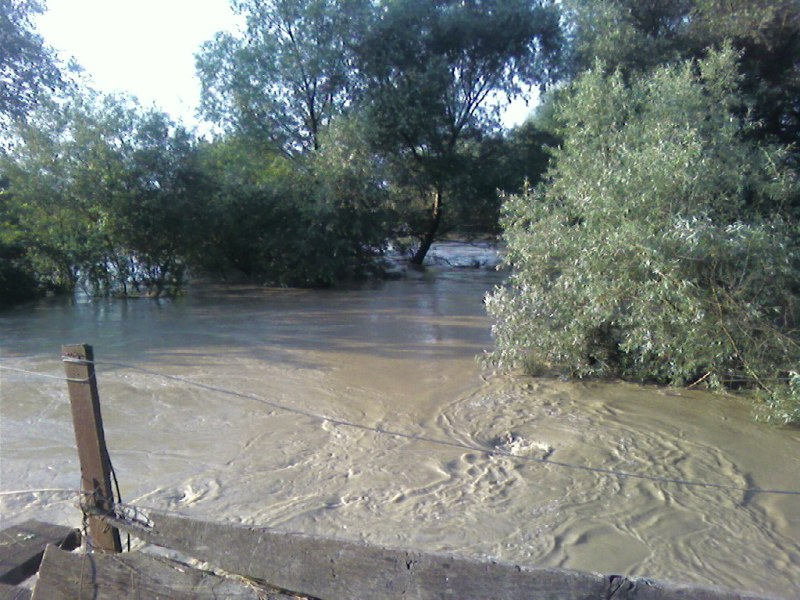
Sông Stryvihor khi lũ lụt tại làng Babyna, Ukraina
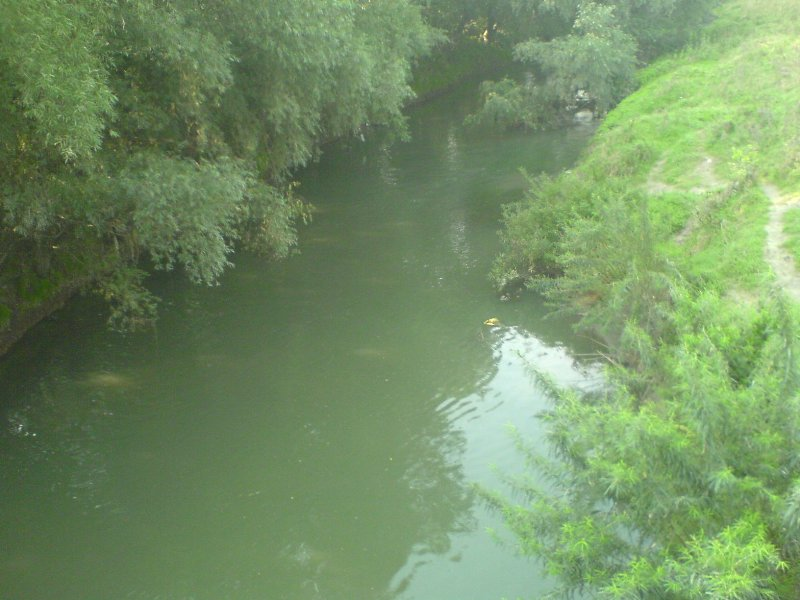
Sông Stryvihor chảy qua làng Babyna
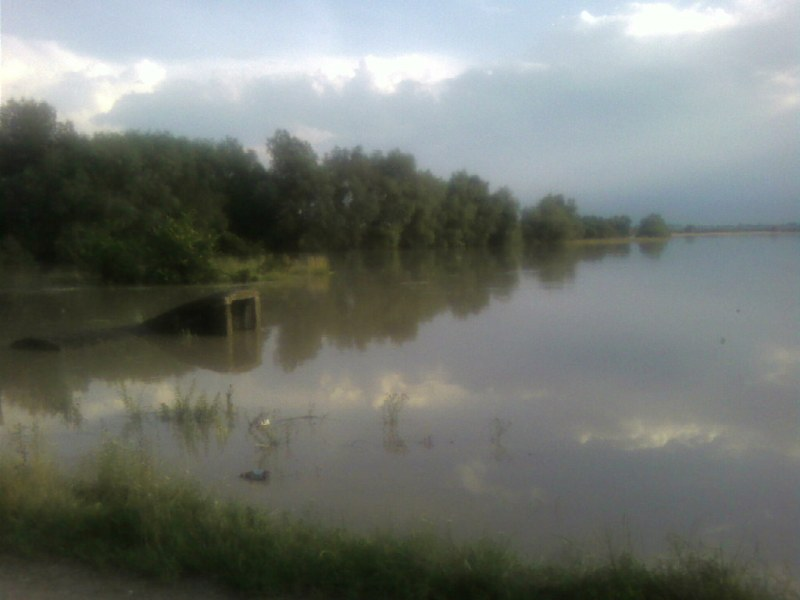
Sông Stryvihor mùa lũ tại làng Babyna